# Вантовый мост (Рига)
Ва́нтовый мост (латыш. Vanšu tilts, ранее Горьковский мост) — автодорожный сварной металлический вантовый мост, с велосипедно-пешеходной полосой вдоль ограждения, через Даугаву в Риге. Мост соединяет части улицы Кришьяня Валдемара на правом и левом берегах Даугавы.

## История
Вантовый мост функционально сменил четвёртый по счёту понтонный мост, который действовал в этом месте Даугавы с 1957 года и был демонтирован после постройки Вантового моста в 1981 году.
Проект разработан Киевским филиалом Союздорпроекта (главные инженеры проекта — Г. Б. Фукс и М. М. Корнеев, главный архитектор — А. Е. Гаврилов) при участии института Гипростроймост.
Строительство моста началось в октябре 1978 года. Работы по возведению моста проводил Мостоотряд № 17 Мостостроя № 5. Металлические конструкции были изготовлены на Воронежском мостовом заводе. Крупные секции пролётного строения собирались на берегу, а затем доставлялись на понтонах в створ моста, где устанавливались на временные и постоянные опоры. Монолитный железобетонный пилон сооружался в передвижной опалубке. Открытие моста состоялось 21 июля 1981 года.
В проектировании и строительстве моста в 1978 году участвовали сотрудники ОАО «Институт Гипростроймост» З. С. Гевондян и А. П. Грецов, а в проектировании и строительстве комплекса инженерных сооружений по трассе мостового перехода И. И. Фандеев. Создателям моста в 1983 году присуждена Государственная премия СССР.
Летом 2012 года Рижская городская дума была вынуждена организовать временную круглосуточную охрану моста из-за нескольких попыток людей забраться вверх по вантам моста, включая один случай самоубийства. За это время ванты были обтянуты колючей проволокой, нижние концы покрашены скользкой краской.

## Конструкция
Мостовой переход через реку Даугаву состоит из вантового однопилонного моста с главным пролётом 312 м, левобережного пролёта 89,4 м и правобережной эстакады 87,5 + 64,6 м. Конструктивно-технологические решения по пролётному строению и пилону аналогичны вантовому мосту в Киеве, построенному в 1976 году. Вантовый мост имеет асимметричную однопилонную схему: пилон, расположенный на низком левом берегу, зрительно как бы «уравновешивает» высокую историческую застройку Старого города.
Балка жёсткости пролётного строения сварной коробчатой конструкции с ортотропной плитой проезжей части. В поперечном сечении состоит из трёх коробок, шириной по 5,3 м каждая, с симметричными консолями по 6,3 м, усиленными подкосами из уголков. Полная ширина балки жёсткости — 28,6 м. Стенки коробки имеют вертикальные и горизонтальные рёбра жёсткости. Высота коробчатого сечения балки жёсткости — около 3,1 м.
Материал балки жёсткости — сталь 10ХСНД. Монтажные стыки главных балок на сварке. Горизонтальные листы ортотропных плит приварены к поясам главных балок внахлестку; монтажные поперечные швы горизонтальных листов тоже сварные. Стыки продольных и поперечных ребер, а также диафрагм и подкосов — на высокопрочных фрикционных болтах.

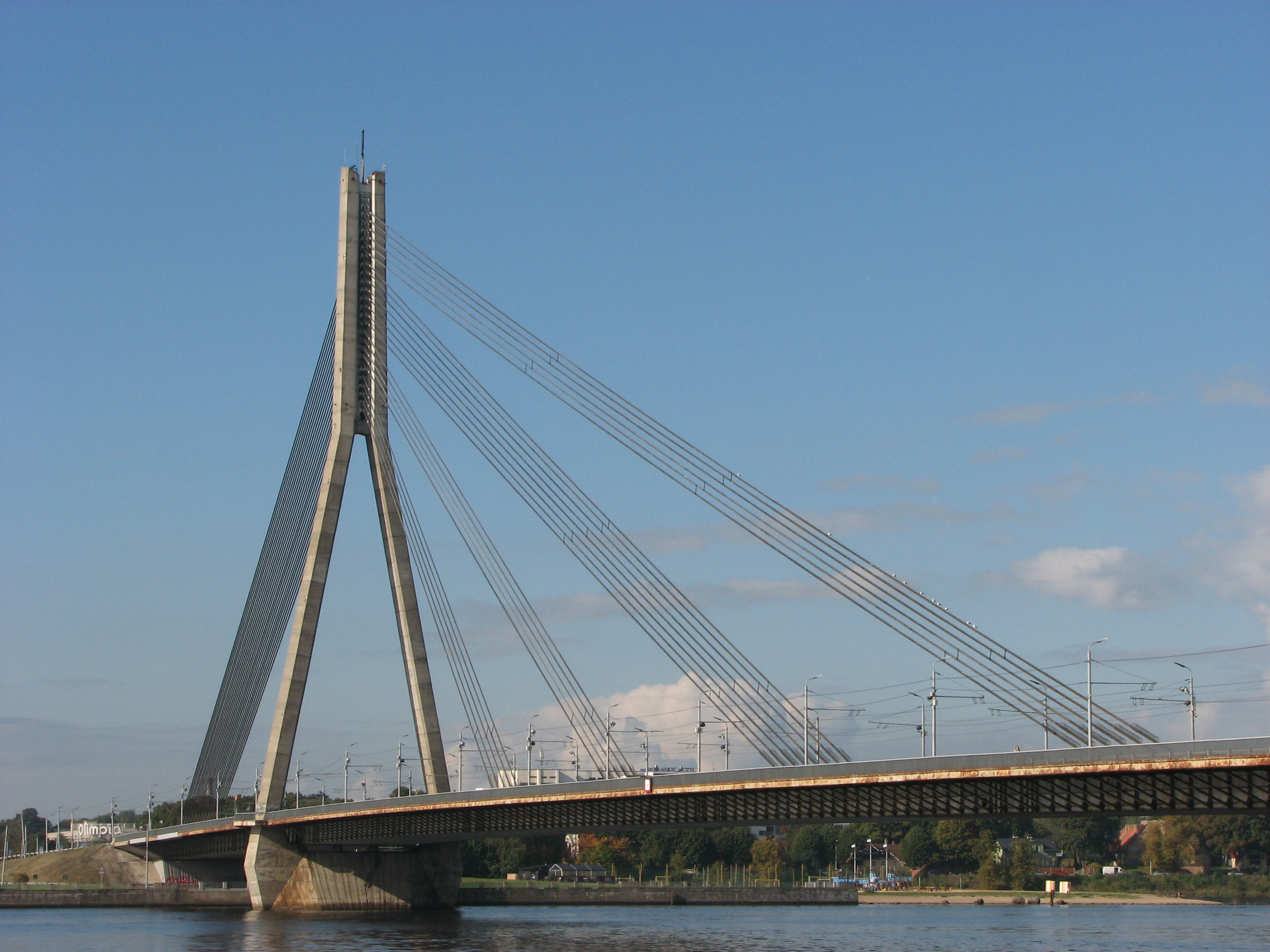
Пилон

Пилон железобетонный А-образной формы. Высота пилона составляет 109 м. Наклонные стойки пилона в поперечном сечении имеют пятиугольную форму с внутренней полостью, в которой находятся лестницы для обслуживающего персонала. На высоте 56 м стойки пилона соединены перемычкой. Сечение стоек переменно по высоте. По фасаду ширина их изменяется от 480 внизу до 400 см вверху. В нижней части стойки пилона заделаны в цокольный массив. Цоколь покоится на фундаменте в виде железобетонного ростверка на буровых сваях.
Ванты моста расположены в одной вертикальной плоскости и закрепляются в средней полости коробки. Со стороны устоя к пилону подходят 25 вант, а со стороны пролёта — 24 ванты по 6 канатов, в каждом из которых по 24 стальные проволоки диаметром 6 мм. Узлы анкерения вант в балке жесткости выполнены с использованием траверсных балок пролётом 5,3 м, которые прикреплены к стенкам на высокопрочных болтах. На пилоне и в устое для анкерения канатов использованы стальные трубы, омоноличенные в бетоне и ориентированные по направлению вант. Такое решение позволяет при необходимости провести замену любого каната.
Мост предназначен для движения автотранспорта и пешеходов. Проезжая часть включает в себя четыре полосы для движения автотранспорта. Полная ширина моста составляет 28,14 м (в том числе 2 тротуара по 3 м). Покрытие проезжей части и тротуаров — асфальтобетон. Тротуары отделены от проезжей части металлическим барьерным ограждением. Перильное ограждение металлическое простого рисунка.